# ビルとテッドの時空旅行 音楽で世界を救え!
『ビルとテッドの時空旅行 音楽で世界を救え!』（ビルとテッドのじくうりょこう おんがくでせかいをすくえ!、Bill & Ted Face the Music）は、2020年のアメリカ合衆国のSFコメディ映画。監督はディーン・パリソット、出演はキアヌ・リーブスとアレックス・ウィンターなど。
ロックスターにあこがれる高校生のビルとテッドが時空を超えた冒険を繰り広げる姿を描いたSFコメディ映画の出世作シリーズの第3作で、前作『ビルとテッドの地獄旅行』から29年ぶりの新作。

## ストーリー
ビルとテッドはロックバンド“ワイルド・スタリオンズ”のメンバーとして活動していたが、30年たった今は人気に陰りがさしていた。
そんなある日、2人の前に未来からの使者が現れ、驚くべき事実を伝える。それは、あと77分25秒後に時空が歪み、人類が滅亡するというものだった。
大人になった今も少年の心を忘れていないビルとテッドは世界の滅亡を防ぐため、そして「世界を救う音楽」を完成させるため、タイムマシンで新たな冒険に出る。

## キャスト
括弧内は日本語吹替。
- セオドア “テッド”・ローガン - キアヌ・リーブス（森川智之）
- ビル・プレストン - アレックス・ウィンター（英語版）（高木渉）
- ケリー - クリステン・シャール（英語版）（田村千恵）
- テオドラ “ティア”・プレストン - サマラ・ウィーヴィング（島形麻衣奈）
- ウィルへルミナ “ビリー”・ローガン - ブリジット・ランディ＝ペイン（英語版）（杉山里穂）
- “死神” グリム・リーパー - ウィリアム・サドラー（大塚明夫）
- ロボット（デニス “ケイレブ”・マッコイ） - アンソニー・キャリガン（松尾駿〈チョコレートプラネット〉）
- エリザベス - エリン・ヘイズ（英語版）（加藤美佐）
- ジョアンナ - ジェイマ・メイズ（小林さとみ）
- 偉大なリーダー - ホランド・テイラー（唐沢潤）
- テイラー・ウッド医師 - ジリアン・ベル
- 本人役 - キッド・カディ（赤坂柾之）

## 作品の評価
Rotten Tomatoesによれば、262件の評論のうち高評価は82%にあたる216件で、平均点は10点満点中6.8点、批評家の一致した見解は「ヒーローたちのように健全に滑稽な『ビルとテッドの時空旅行 音楽で世界を救え!』は、シリーズのオリジナルの魅力を概ね取り戻した、たぐいまれで大変に遅ればせながらの続編である。」となっている。
Metacriticによれば、41件の評論のうち、高評価は27件、賛否混在は12件、低評価は2件で、平均点は100点満点中65点となっている。